# Terra Sonâmbula (filme)
Terra Sonâmbula é uma adaptação cinematográfica de 2007 de um livro com o mesmo nome por Mia Couto. É uma co-produção portuguesa e moçambicana  dirigida por Teresa Prata.

## Sinopse
Durante a Guerra Civil Moçambicana, encontramos Muidinga, um rapaz frágil e amnésico, cujo sonho é o de encontrar a sua família. Junto a um cadáver estendido na estrada, Muidinga encontra um diário que narra a história de uma mulher que procura o seu filho num barco em alto mar. Motivado pela esperança de encontrar a sua própria família, Muidinga convence-se de que ele é o rapaz procurado. Embarca, com Tuahir, um sábio e solitário contador de histórias que o recolheu num campo de refugiados numa viagem à procura dessa mulher.
No entanto a viagem é dura: movem-se num estado de delírio. A estrada por onde erram, como sonâmbulos, é mágica: apercebe-se dos seus desejos e move-os de um sítio para o outro, não os deixando falecer, até que possam alcançar o tão desejado mar.

## Elenco
- Nick Lauro Teresa
- Aladino Jasse
- Ernesto Lemos Macuacua
- Filimone Meigos
- Tânia Adelino